# Расохи (Кормянский район)
Расохи (бел. Расохі) — деревня в Лужковском сельсовете Кормянского района Гомельской области Беларуси.

## География

### Расположение
В 15 км на юг от Кормы, в 53 км от железнодорожной станции Буда-Кошелёвская (на линии Гомель — Жлобин), в 80 км от Гомеля.

### Гидрография
На реке Горна (приток реки Сож).

## Транспортная сеть
Транспортные связи по просёлочной, затем автомобильной дороге Корма — Чечерск. Планировка состоит из прямолинейной улицы, ориентированной с юго-запада на северо-восток, к которой присоединяются 3 переулка. Застройка двусторонняя, преимущественно деревянная усадебного типа.

## История
Согласно письменным источникам известна с XVIII века как деревня в Рогачёвском уезде Могилёвской губернии. В 1785 году владение помещика С. Вязьмитинова. В 1791 году построена деревянная Свято-Николаевская церковь. Согласно ревизии 1859 года во владении помещика И. К. Быковского. В 1863 году открыта школа, действовал хлебозапасный магазин. Согласно переписи 1897 года в селе действовали ветряная мельница, водяная мельница, питейный дом. В 1909 году 2131 десятина земли, винная лавка, приёмный лечебный пункт. Центр волости (до 9 мая 1923 года), в которую в 1910 году входили 25 населённых пунктов с 1394 дворами. С 1911 года при школе действовала библиотека.
С 26 апреля 1919 года в Гомельской губернии РСФСР. С 20 августа 1924 года до 1939 года центр Рассохского сельсовета. В 1929 году организован колхоз «Союз», работала водяная мельница. В 1930-х годах 2 деревни: Старые Рассохи и Новые Рассохи. Согласно переписи 1959 года деревни Старые Рассохи и Новые Рассохи. С 1980-х годов одна деревня Рассохи. В составе колхоза «Большевик» (центр — деревня Лужок).

## Население

### Численность
- 2004 год — 50 хозяйств, 111 жителей.

### Динамика
- 1785 год — 64 жителя.
- 1848 год — 42 двора.
- 1881 год — 63 двора, 307 жителей.
- 1897 год — 70 дворов, 541 житель (согласно переписи).
- 1909 год — 82 двора.
- 1959 год — в деревне Старые Расохи 383 жителей, в деревне Новые Расохи 215 жителей (согласно переписи).
- 2004 год — 50 хозяйств, 111 жителей.